# Christian Mayer (astrónomo)
Christian Mayer (Modřice, Moravia, 20 de agosto de 1719-Heidelberg, 16 de abril de 1783) fue un profesor y astrónomo alemán de origen checo, siendo uno de los primeros astrónomos dedicados a observar las estrellas binarias. Miembro de la Compañía de Jesús, realizó trabajos geodésicos y cartográficos (como la Charta Palatina) y estudios acerca de los fenómenos meteorológicos.

## Biografía
Recibió instrucción en griego, latín, matemáticas,
filosofía, y teología, aunque se desconoce dónde realizó estos estudios. Con poco más de 20 años pasó a formar parte de los jesuitas, una decisión que le obligó a dejar su casa con la desaprobación de su padre. Ingresó en la Compañía de Jesús en Mannheim en 1745. Después de completar su formación comenzó a enseñar humanidades.

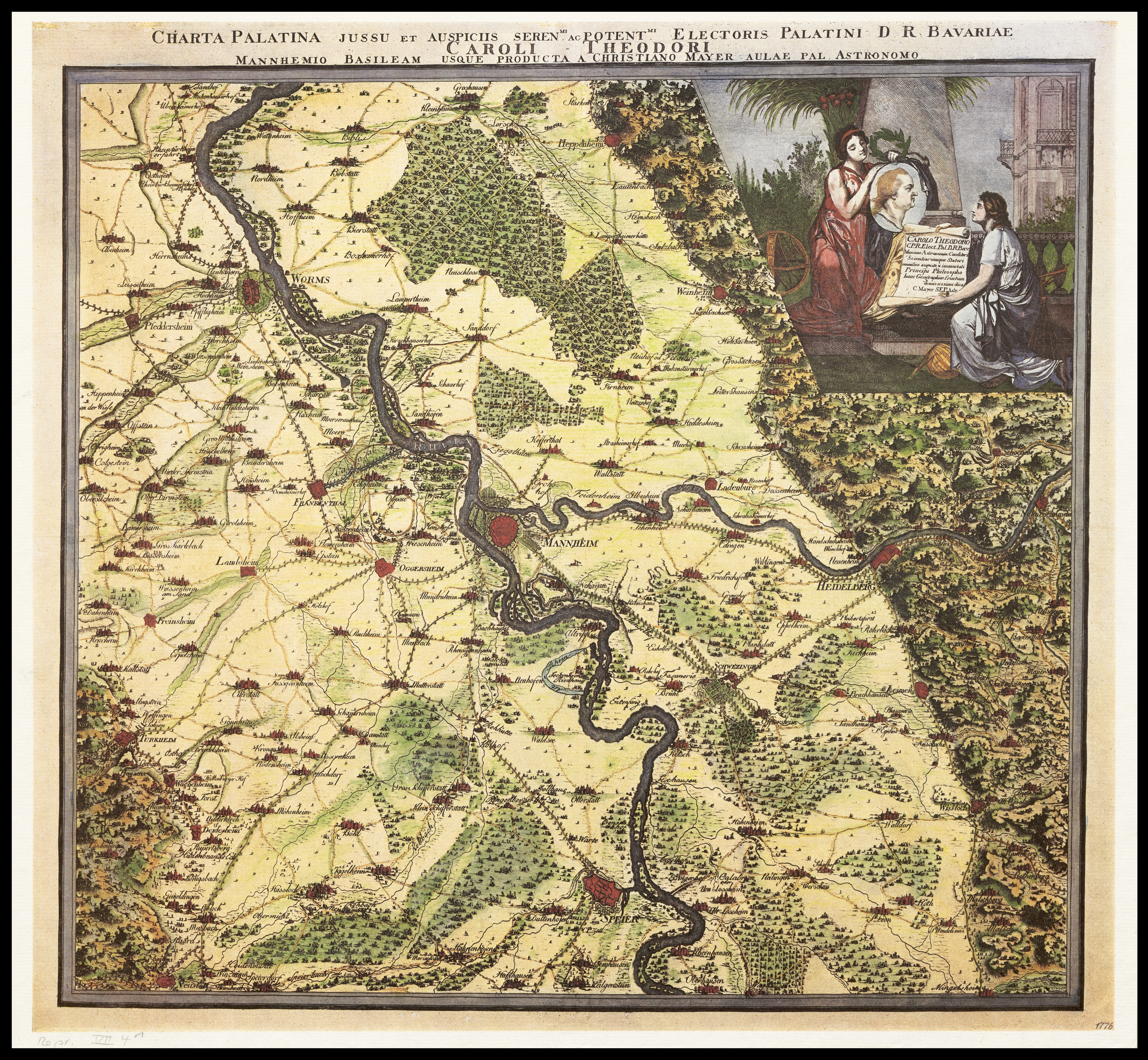
Mannheim y alrededores, Charta Palatina de Christian Mayer, aproximadamente hacia 1775.

Hacia 1752 su reputación era tal que fue nombrado profesor de matemáticas y física en Heidelberg. Por esta época, sin embargo, ya había desarrollado un gran interés por la astronomía, siendo designado Astrónomo de la Corte en Mannheim, y se le encomendó la selección de los instrumentos para los nuevos observatorios de Schwetzingen y Mannheim. Una vez completado este encargo, continuó sus estudios astronómicos, y publicó numerosos trabajos.
En 1769 fue invitado a San Petersburgo para observar el tránsito de Venus, tarea que completó junto con Anders Johan Lexell. En 1773, la Orden Jesuita fue disuelta por el Papa Clemente XIV, y consiguientemente perdió su puesto como Astrónomo de la Corte. Aun así, todavía fue capaz de continuar sus estudios y sus observaciones astronómicas. Solicitó y obtuvo en diciembre de 1765 el ser aceptado como miembro de la Royal Society.
Es conocido por ser uno de los primeros astrónomos en dedicarse el estudio de las estrellas binarias, a pesar de que su instrumental tenía defectos que hacían muy difícil distinguir entre ciertas estrellas binarias y alineaciones de estrellas coincidentes. En 1777-78 compiló un catálogo de 80 estrellas dobles, que publicó en 1781.
Durante su vida fue miembro de numerosos sociedades científicas.

## Publicaciones
- Pantometrum Pacechianum, seu instrumentum novum pro elicienda ex una statione distantia loci inaccessi, 1762, Mannheim.
- Basis Palatina, 1763, Mannheim.
- Expositio de transitu Veneris, 1769, San Petersburgo.
- Nouvelle méthode pour lever en peu de temps et à peu de frais une carte générale et exacte de toute la Russie, 1770, San Petersburgo.
- Gründliche Vertheidigung neuer Beobachtungen von Fixsterntrabanten welche zu Mannheim auf der kurfürstl. Sternwarte endecket worden sind, 1778, Mannheim.
- De novis in coelo sidereo phaenomenis in miris stellarum fixarum comitibus, 1779, Mannheim

## Honores
- El cráter lunar C. Mayer lleva este nombre en su honor.[2]